# Mirití-Paraná
Miriti-Paraná es un área no municipalizada colombiana, cuyo territorio se localiza en la cuenca del río del mismo nombre, y se encuentra ubicado al norte del departamento de Amazonas. Limita al norte con el departamento del Caquetá, el área no municipalizada de La Victoria y el departamento de Vaupés; al este con el área no municipalizada de La Pedrera y al sur y oeste con el área no municipalizada de Puerto Santander.
Su cabecera se encuentra a 100 m s. n. m., y en el centro poblado se destacan: sobre la margen occidental del río el internado indígena San Antonio de Padua, establecimiento educativo de la Secretaría de Educación departamental de Amazonas así como un puesto de salud asociado a la E.S.E. Hospital San Rafael de Leticia, y sobre la margen oriental la Corregiduría y una estación de telecomunicaciones de la empresa operadora de telefonía celular Claro. Cuenta además con comunidades indígenas de menor extensión, en su mayoría habitados por la etnia Yukuna, los cuales se ubican principalmente en cercanías del cauce del río Mirití. Se destacan entre otros: Providencia, Puerto Nuevo, Huayaca, Puerto Libre, Bellavista y Mamurá.
El acceso a esta Área no municipalizada se realiza casi exclusivamente por vía fluvial, siendo el río Mirití su principal arteria navegable.  El próximo centro poblado más cercano es La Pedrera, y a pesar de que la distancia en línea recta entre las dos cabeceras es de 165 km, el trayecto sobre los ríos Caquetá y Mirití asciende a 309 km, dada la intrincada sinuosidad en el cauce de este último.